# Hončova hůrka
Hončova hůrka (německy Weinhübel) je 336,2 metrů vysoký kopec na katastru obce Skotnice v okrese Nový Jičín v Moravskoslezském kraji. Bývalý lom na vrcholu kopce je významnou mineralogickou lokalitou.

## Geografie a geomorfologie
Hončova hůrka leží na území Příborské pahorkatiny, která je geomorfologickým podcelkem Podbeskydské pahorkatiny. Kopec se nachází necelý 1 km východním směrem od obce Skotnice. Od Klokočova, místní části města Příbora, je Hončova hůrka vzdálena rovněž zhruba 1 km vzdušnou čarou směrem na sever. Hončova hůrka je jednou z vyvýšenin na pravém břehu nad údolím řeky Lubiny, jejíž tok pokračuje od Skotnice k severu a po spojení s Ondřejnicí končí mezi Jistebníkem a Polankou nad Odrou jako pravostranný přítok řeky Odry.

## Historie
V minulosti se Hončově hůrce přezdívalo Weinhübel, protože se zde koncem 18. století pěstovala vinná réva. Objevilo se též další místní německé označení kopce jako Steinbruch (kamenolom), svědčící o jeho využití pro těžbu kamene.  První písemná zmínka o této lokalitě pochází z roku 1859, pojmenování Hončova hůrka se ujalo teprve koncem 19. století.

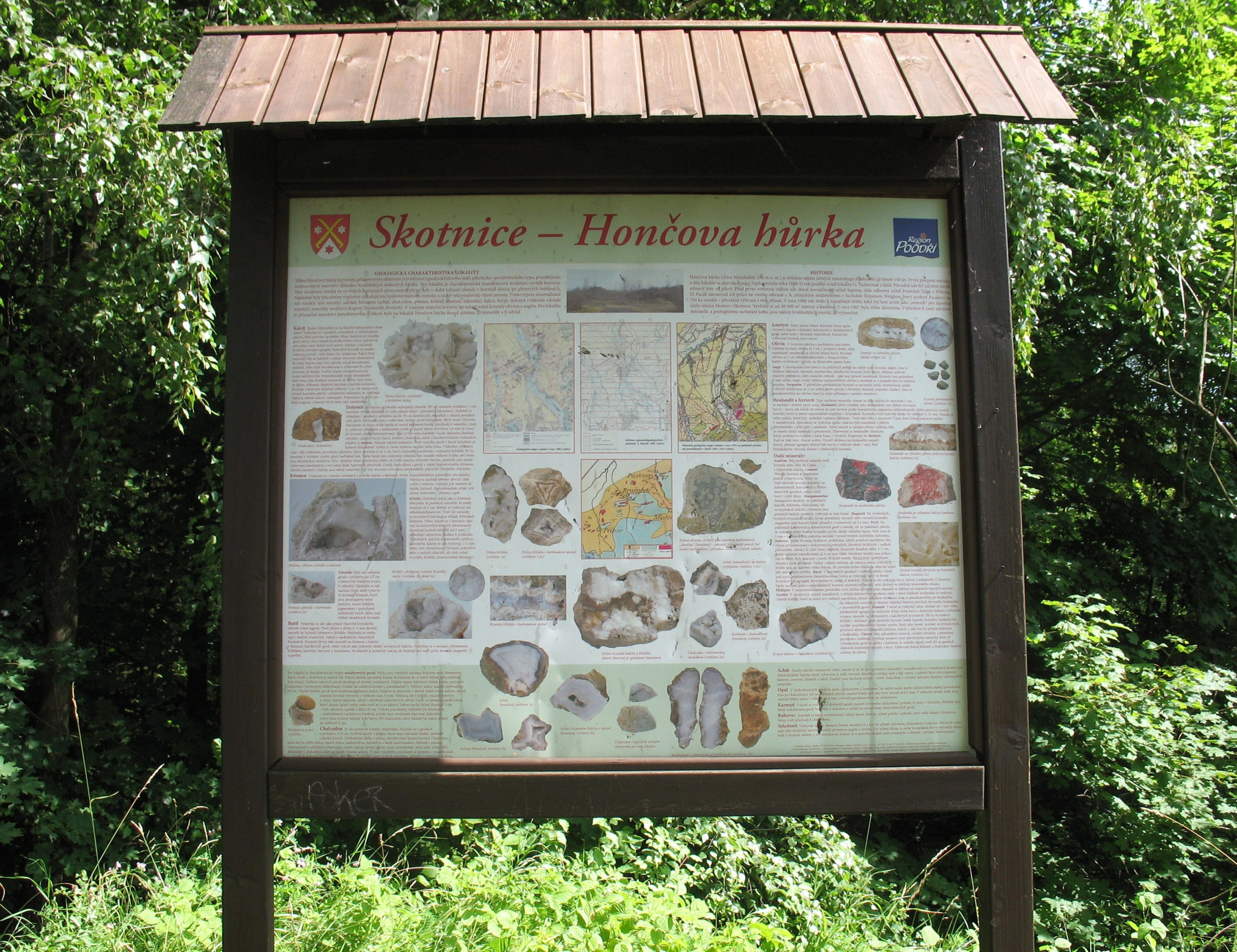
Informační tabule, která byla v prostoru lomu do r. 2014

Lom na Hončově hůrce byl činný už před první světovou válkou. Kamenolom byl podstatně rozšířen v letech 1966 - 1967. Materiál, vytěžený v té době, byl převážně použit na stavbu nové silnice, která spojuje Ostravu přes Mošnov a tamější mezinárodní letiště (vybudované v letech 1955 - 1959), s městem Příbor. Lom, kterým bylo ve vrcholových partiích kopce těženo těleso, na severní straně omezené tektonickým zlomem a protažené ve směru severovýchod - jihozápad, byl uzavřen v roce 1967. Celkem bylo z lomu na Hončově hůrce vytěženo více než 80 000 m³ kamene.

## Geologická charakteristika
Na Hončově hůrce prorážejí vulkanity - horniny těšínitové asociace - skrze sedimenty těšínsko-hradišťského souvrství (jílovce a pískovce). Pikritickými horninami jsou proniknuty zdejší sedimenty ve formě žil a výlevů s pyroklastiky.

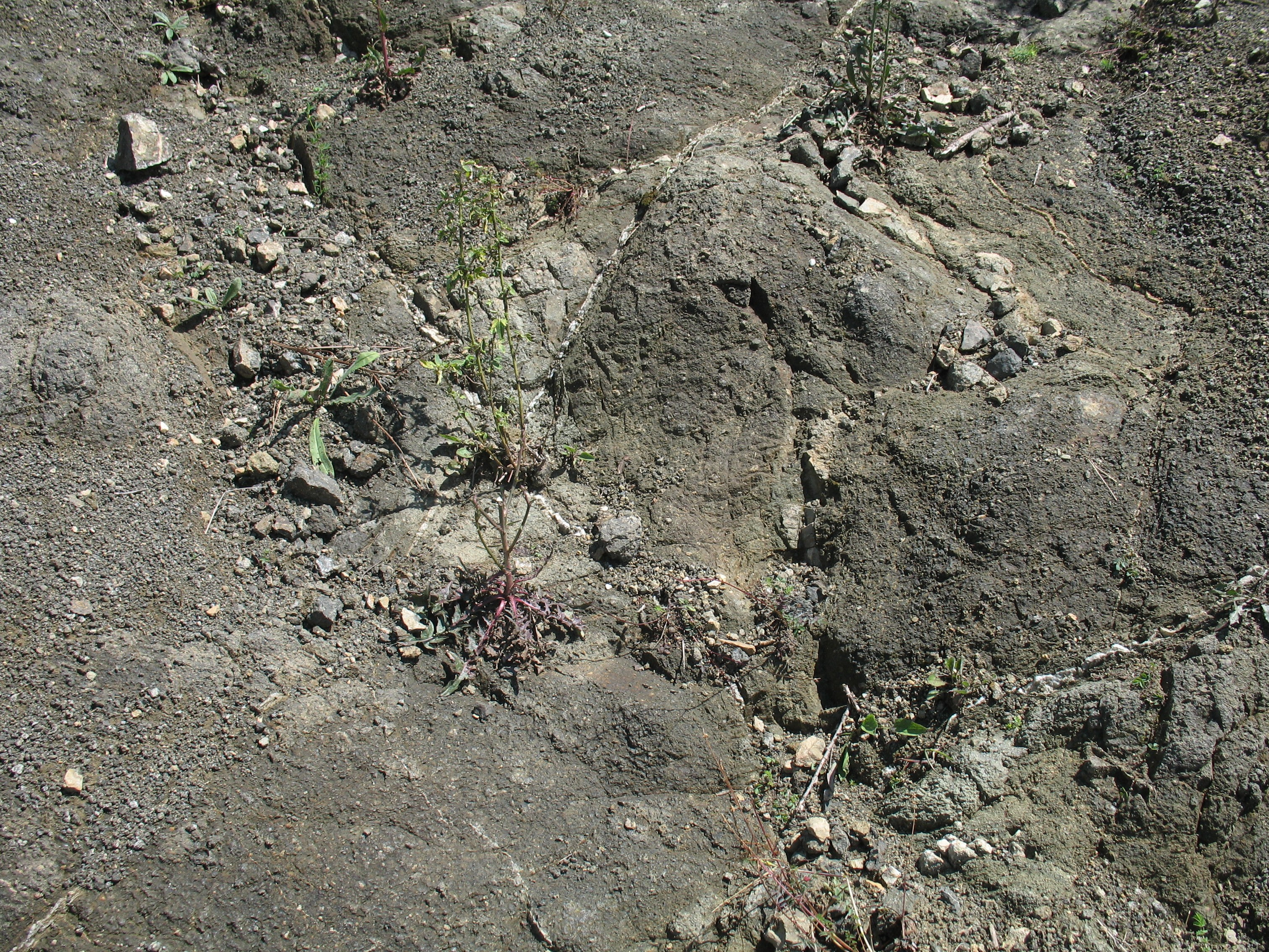
Vulkanický pikrit, protkaný žílami kalcitu

V bývalém lomu převažují porfyrické pikrity nad pikrity mandlovcovými. V místech průniku vulkanitů došlo ke kontaktním přeměnám hornin. Mocnost vrstev zdejších vulkanitů činí od několika centimetrů až do patnácti metrů. Těšínsko-hradišťské souvrství je zastoupeno jílovitými tmavošedými slídnatými břidlicemi, které obsahují tenké vrstvy písčitých vápenců.

## Mineralogická lokalita
V těšínitech melafyrového typu se vyskytují geody s křemennou, křišťálovou nebo kalcitovou výplní. Vzácněji tvoří výplň geod chalcedon s achátovou kresbou, která bývá jen málokdy barevně výrazná. Neméně vzácně se ve výplni geod vyskytuje ametyst nebo záhněda. Naproti tomu pro Hončovu hůrku typickým a zcela běžným minerálem je dolomit. V mandlovcových pikritech,zejména ve východní části lomu, se v minulosti nacházely geody o velikosti až 20 cm, v pozdějších letech již jen 2 - 8 cm. Výplň těchto geod bývá rozdílná.Tvoří ji buď křemen či křišťál, vzácněji jiné druhy křemitých minerálů, nebo zde nalezneme geody s čistě karbonátovou výplní, v níž se střídají různě zbarvené vrstvy kalcitů, připomínající achátovou kresbu. Třetí skupina geod mívá výplň chalcedonovou.
Z hlediska počtu nalezených druhů minerálů je Hončova hůrka naprosto mimořádnou lokalitou. V prostoru lomu byly do počátku 21. století nalezeny tyto minerály (v abecedním pořadí): achát, ametyst, analcim, ankerit, baryt, dolomit, ferrierit, fluorit, goethit, harmotom, hematit, heulandit, chalcedon, chalkopyrit, chlorit, kalcit, karneol, klinoptilolit, křemen, křišťál, limonit, magnetit, manganomelan, mastek, olivín, opál, pelosiderit, phillipsit, plazma, pyrit, rohovec, rutil, sádrovec, seladonit, serpentin, siderit, thomsonit a záhněda.

## "Příborské ohníčky"
Místní kuriozitou bývaly takzvané Příborské ohníčky, které se v prostoru Hončovy hůrky vyskytovaly v první polovině 20. století. Jednalo se plaménky o velikosti od 2 do 30 centimetrů, které vytvářely kruhy a z větší vzdálenosti připomínaly požár. Příčina tohoto zvláštního jevu byla velmi prozaická - jednalo se o metan, unikající z horninového podloží. Plaménky zmizely poté, co plyn začal být jímán pro průmyslové využití.

## Fauna
Vulkanity těšínitové asociace obsahují vysoký podíl vápníku, což poskytuje vhodné prostředí pro výskyt suchozemských plžů. Celkem bylo na Hončově hůrce nalezeno 24 druhů suchozemských plžů, dva druhy vodních plžů a jeden druh mlže.